# Marco Rossi (football, 1987)
Pour les articles homonymes, voir Marco Rossi et Rossi.
Marco Rossi (né le 30 septembre 1987 à Parme) est un footballeur italien. Il évolue au poste de défenseur.